# Очеретянка (Черняховский район)
Очеретя́нка (укр. Очеретянка) (до 1946 — Воров) — село на Украине, основано в 1640 году, находится в Черняховском районе Житомирской области.
Код КОАТУУ — 1825686601. Население по переписи 2001 года составляет 317 человек. Почтовый индекс — 12320. Телефонный код — 4134. Занимает площадь 1,663 км².

## История
В 1946 году указом ПВС УССР село Воров переименовано в Очеретянку.

## Адрес местного совета
12320, Житомирская область, Черняховский р-н, с. Очеретянка, ул. Победы, 2